# Pouteria stenophylla
Pouteria stenophylla är en tvåhjärtbladig växtart som beskrevs av Charles Baehni. Pouteria stenophylla ingår i släktet Pouteria och familjen Sapotaceae. IUCN kategoriserar arten globalt som utdöd. Inga underarter finns listade i Catalogue of Life.